# Grayia (slang)
Grayia is een geslacht van slangen uit de familie toornslangachtigen (Colubridae) en de onderfamilie Grayiinae.

## Naam en indeling
De wetenschappelijke naam van de groep werd voor het eerst voorgesteld door Albert Günther in 1858. Het is het enige geslacht uit de monotypische familie Grayiinae. De wetenschappelijke geslachtsnaam Grayia is een eerbetoon aan de Britse zoöloog John Edward Gray (1800 - 1875). Een aantal soorten werd eerder tot andere geslachten gerekend, zoals Macrophis, Xenurophis, Coluber en Coronella. Er zijn vier soorten, de meest recent beschreven soort is al bekend sinds 1897.
De geslachtsnaam Grayia wordt overigens ook gebruikt voor een groep van planten uit de amarantenfamilie (Amaranthaceae).

### Soorten
Het geslacht omvat de volgende soorten, met de auteur en het verspreidingsgebied.
| Naam            | Auteur         | Verspreidingsgebied |
| --------------- | -------------- | --- |
| Grayia caesar   | Günther, 1863  | Equatoriaal-Guinea, Kameroen, Congo-Kinshasa, Congo-Brazzaville, Gabon, Centraal-Afrikaanse Republiek, Angola |
| Grayia ornata   | Bocage, 1866   | Angola, Congo-Kinshasa, Congo-Brazzaville, Gabon, Equatoriaal-Guinea, Kameroen, Zambia, Centraal-Afrikaanse Republiek |
| Grayia smithii  | Leach, 1818    | Soedan, Oeganda, Kenia, Tanzania, Rwanda, Burundi, Angola, Congo-Kinshasa, Congo-Brazzaville, Equatoriaal-Guinea, Kameroen, Nigeria, Benin, Togo, Ghana, Ivoorkust, Liberia, Guinee, Guinee-Bissau, Senegal, Burkina Faso, Sierra Leone, Gambia, Centraal-Afrikaanse Republiek, mogelijk in Mali en Niger |
| Grayia tholloni | Mocquard, 1897 | Soedan, Oeganda, Kenia, Tanzania, Congo-Kinshasa, Congo-Brazzaville, Angola, Centraal-Afrikaanse Republiek, Ethiopië, Gambia, Senegal, Nigeria, Guinee, mogelijk in Kameroen, Zambia en Tsjaad |

## Uiterlijke kenmerken
De soorten worden ongeveer een tot twee meter lang en hebben een gespierd lichaam. De lichaamskleur is bruin tot grijs met strepen of vlekken.

## Levenswijze
Ze zwemmen vaak op zoek naar prooien, welke bestaan uit vissen en amfibieën. De slangen zijn overdag actief. De vrouwtjes zetten eieren af.

## Verspreiding en habitat
De verschillende soorten komen voor in grote delen van Afrika en leven in de landen Soedan, Oeganda, Kenia, Tanzania, Rwanda, Burundi, Angola, Congo-Kinshasa, Congo-Brazzaville, Equatoriaal-Guinea, Kameroen, Nigeria, Benin, Togo, Ghana, Ivoorkust, Liberia, Guinee, Guinee-Bissau, Senegal, Burkina Faso, Sierra Leone, Gambia, Zambia Centraal-Afrikaanse Republiek, Gambia, Ethiopië, mogelijk in Mali, Tsjaad en Niger
De soorten zijn sterk waterminnend en komen veel voor langs oevers van grote meren zoals het Victoriameer. 